# راغودة فارسية
راغودة فارسية (الاسم العلمي: Rhagodes persica) هي نوع من العنكبوتيات يتبع جنس الراغودة من الفصيلة الراغودية.